# Kohl Medárd
Kohl Medárd (Radafalva, 1859. november 5. – Esztergom, 1928. január 15.) bencés szerzetes, katolikus pap, esztergomi segédpüspök.

## Pályafutása
Szombathelyi gimnáziumi tanulmányok után 1878-ban belépett a bencés rendbe. Római noviciátus és innsbrucki teológiai tanulmányok után 1885. július 25-én szentelték pappá.
Győrben német-történelem szakos gimnáziumi tanárként működött, majd 1886-tól 1889-ig főapáti titkár volt. 1892-től Vaszary Kolos esztergomi érsek titkára.

### Püspöki pályafutása
1900. december 17-én samosatai címzetes püspökké és esztergomi segédpüspökké nevezték ki. December 27-én szentelte püspökké Vincenzo Vannutelli, Otto Zardetti és Antonio Valbonesi segédletével.
Mintegy 800 papot szentelt, köztük Serédi Jusztiniánt. 1893. április 10-én a Vaszary Kolos elleni merényletnél testével fogta fel a késszúrásokat.